# Bodens IK
Bodens IK, där IK står för ishockeyklubb, var en ishockeyklubb från Boden i Sverige. Klubben bildades formellt 1987 (inofficiellt i slutet av 1986) som en utbrytning ur Bodens BK. BIK hade sina största framgångar i mitten av 1990-talet, med två andraplaceringar i Kvalserien till Elitserien: säsongen 1993/1994 var laget ett missat straffslag från spel i Elitserien 1994/1995 mot AIK, och säsongen därpå en seger från spel i Elitserien 1995/1996. Klubben kvalificerade sig även säsongen 2001/2002 till Kvalserien till Elitserien, men var då mindre lyckosam i den.   
Klubben inledde säsongen 2005/2006 i Division 1, men gick i konkurs den 1 december 2005. Kort efter konkursen bildades ur spillrorna en ny ishockeyklubb Bodens HF, där HF står för hockeyförening. BHF fick dock enbart ta över ungdomsverksamheten under resterande del av säsongen 2005/2006, vilket innebar att bodenhockeyn för första gången sedan Bodens BK tog upp ishockey på programmet någon gång på 1930-talet saknade representationslag denna säsong. Men A-lagsverksamheten återstartades av BHF redan till säsongen 2006/2007, med start i Division 2.
2024 bildades en förening med samma namn och målsättningen att nå Hockeyettan och sedan Hockeyallsvenskan.

## Säsonger 1987–2005
| Säsong    | Division          | Placering | Vårserie                  | Playoff/Kval                                                                  |
| Bodens IK | Bodens IK         | Bodens IK | Bodens IK                 | Bodens IK                                                                     |
| --------- | ----------------- | --------- | ------------------------- | ----------------------------------------------------------------------------- |
| 1987/1988 | Division I Norra  | 6         | 6:a i fortsättningsserien |                                                                               |
| 1988/1989 | Division I Norra  | 5         | 1:a i fortsättningsserien | Utslagna av Väsby i playoff                                                   |
| 1989/1990 | Division I Norra  | 2         | 7:a i Allsvenskan         | Utslagna av Sundsvall i playoff                                               |
| 1990/1991 | Division I Norra  | 4         | 1:a i fortsättningsserien | Playoff: Besegrar Uppsala, utslagna av Vita Hästen                            |
| 1991/1992 | Division I Norra  | 4         | 1:a i fortsättningsserien | Playoff: Besegrar Gävle, utslagna av Huddinge                                 |
| 1992/1993 | Division I Norra  | 1         | 10:a i Allsvenskan        |                                                                               |
| 1993/1994 | Division I Norra  | 1         | 2:a i Allsvenskan         | Förlorar allsvenska finalen mot Färjestad, 2:a i kvalserien till Elitserien   |
| 1994/1995 | Division I Norra  | 1         | 5:a i Allsvenskan         | Playoff: Besegrar Skellefteå och IK Pantern, 2:a i kvalserien till Elitserien |
| 1995/1996 | Division I Norra  | 4         | 2:a i fortsättningsserien | Utslagna av Arlanda i playoff                                                 |
| 1996/1997 | Division I Norra  | 6         | 4:a i fortsättningsserien |                                                                               |
| 1997/1998 | Division I Norra  | 3         | 1:a i fortsättningsserien | Playoff: Besegrar Bofors, utslagna av Timrå                                   |
| 1998/1999 | Division I Norra  | 4         | 3:a i fortsättningsserien | 1:a i kvalserien till nya Allsvenskan, uppflyttade                            |
| 1999/2000 | Allsvenskan Norra | 7         | 5:a i vårserien           |                                                                               |
| 2000/2001 | Allsvenskan Norra | 5         | 1:a i vårserien           | Playoff: Besegrar Nyköping, utslagna av Oskarshamn                            |
| 2001/2002 | Allsvenskan Norra | 4         | 2:a i Superallsvenskan    | 6:a i kvalserien                                                              |
| 2002/2003 | Allsvenskan Norra | 9         | 5:a i vårserien           |                                                                               |
| 2003/2004 | Allsvenskan Norra | 7         | 6:a i vårserien           |                                                                               |
| 2004/2005 | Allsvenskan Norra | 12        | 6:a i vårserien           | Avstod spel i Hockeyallsvenskan                                               |

## Kända Bodens IK-profiler
| Egna produkter - Robert Dahlroth - Jesper Dahlroth - Fredrik Holmner - Bert-Olav Karlsson - Daniel Larsson - Robin Lindqvist - Petter Nilsson - Robert Nordberg - Fredrik Näsvall - Morgan Samuelsson - Anders Strandberg - Patrik Tano - Niclas Wallin - Fredrik Öberg - Oskar Sundqvist | Med annan moderförening - Björn Bjurling - Jens Hellgren - Tomas Holmström - Kari Jaako - Vesa Kangas - Mikael Lindholm - Igor Matusjkin - Jan-Ove Mettävainio - Olov Modig - Lars-Göran Niemi - Jonas Rönnqvist - Ulf Sandström - Erik Stålnacke - Johan Tellström - Igor Vlasov | Tränare - Lars Bergström - Joakim Fagervall - Jens Hellgren - Freddy Lindfors - Rolf Nilsson - Ulf Taavola - Niklas Wikegård |

### Fotnoter
1. ↑  Conny Thelenius (16 april 1994). ”Morgan sänkte släkten” (på svenska). Dagens nyheter. http://www.dn.se/arkiv/sport/morgan-sankte-slakten/. Läst 3 april 2017.
2. ↑  ”Bodens IK går i konkurs” (på svenska). Sveriges Radio. 1 december 2021. https://sverigesradio.se/artikel/745774. Läst 12 december 2021.
3. ↑  Pelle Johansson (19 januari 2013). ”Det började med en missad straff” (på svenska). Norrländska socialdemokraten. http://www.nsd.se/sport/det-borjade-med-en-missad-straff-7411865.aspx#comment. Läst 3 april 2017.
4. ↑  Carin Sjöblom och André Pettersson (12 juni 2024). ”Klassiska Bodens IK återuppstår - P4 Norrbotten”. P4 Norrbotten. Sveriges Radio. https://www.sverigesradio.se/artikel/bodens-ik-ateruppstar-med-lag-i-division-3. Läst 4 april 2025.
5. ↑  André Pettersson (28 februari 2005). ”Bodens IK avstår kvalspel”. Sveriges Radio P4 Norrbotten. https://sverigesradio.se/sida/artikel.aspx?programid=98&artikel=567661. Läst 9 maj 2020.